# ÖKO-Kord Országos Nonprofit Kft.
Az Öko-Kord Országos Nonprofit Kft. a hulladékhasznosítást koordináló szervezetek  egyike, amely csomagolási hulladék anyagok gyűjtését koordinálja, és ezzel a környezetvédelmi termékdíj fizetésre kötelezett vállalkozások működését segíti. 
2007. év végén hozták létre magyarországi magánszemélyek, importőr és gyártó cégek. A koordináló szervezet a csomagolóanyagot kibocsátó vállalatok környezetvédelmi irányelvekben megfogalmazott és jogszabályban rögzített visszagyűjtési kötelezettségét biztosítja, csomagolási hulladék-kezelő cégek bevonásával.
Az Öko-Kord 2008-ban több mint 9300 tonna csomagolási hulladékból közel 8000 tonna újrahasznosítását tette lehetővé azáltal, hogy a visszagyűjtött anyagokat feldolgozó cégekhez közvetítette.
A cég kiemelt feladatának tekinti a lakossági tájékoztatást, oktatást a szelektív hulladékgyűjtés széles körben való elterjesztése érdekében. Így a VPOP és az Öko-Kord a helyi iparkamarákkal együttműködve tart konzultációval egybekötött ingyenes tájékoztató rendezvényeket, illetve általános és középiskolák részére hulladékgyűjtést szervez egész évben.